# 禰寝重張
禰寝 重張（ねじめ しげひら）は、安土桃山時代から江戸時代前期にかけての武将。島津氏の家臣。禰寝氏17代当主。
永禄9年（1566年）、禰寝重長の嫡男として誕生する。父・重長は肝付氏に与して島津氏に反抗したこともあったが、元亀4年（1573年）に和睦して以降は島津氏に忠節を尽くした。その父が天正8年（1580年）に死去したため重張が名跡を継ぎ、根占七ヶ郷（根占院。現在の肝属郡錦江町大根占地域及び肝属郡南大隅町根占地域）を領有していた。
しかし豊臣秀吉の九州平定（天正の役）ののち、文禄4年（1595年）の太閤検地の影響により、吉利村（現：日吉町吉利）3,200石余へ移封される。父の霊を祀るため吉利に鬼丸神社を建立した。
慶長5年（1600年）、重張は伏見屋敷の警衛役として京にあったため同年8月の伏見城の戦いに参加、重張は伏見城へ先登して軍功を立て、9月15日の関ヶ原の戦いにも参加したが、敵中を突破しての退却の途中で義弘ら本隊とはぐれる。重張は頼実という僧侶を含めた主従4人と共に洞穴の中に隠れていたところを捕えられ、大坂の山岡景宗の元へ送られ獄舎に入れられた。唯一、頼実のみは僧侶ということで許されていたのであるが、その頼実が自らの知人を介して景宗と浅野幸長に重張の赦免を請うたため、重張は獄舎より出された。そして、広島へ向かい文職という僧侶の元に身を寄せた後（学問の為という）、翌慶長6年（1601年）1月15日に薩摩国へと戻った。
寛永6年（1629年）に死去。その際、主君・島津家久が追悼の和歌を詠んでいる。名跡は次男・重政が継いだ。